# Fredrik August I av Sachsen
Fredrik August I '"den rättrådige"', född den 23 december 1750 i Dresden, död den 5 maj 1827 i Dresden, var kurfurste av Sachsen från 1763 till 1806 (som Fredrik August III), och som kung av Sachsen från 1806 till 1827.

## Biografi
De första fem åren av hans regering styrdes Sachsen av hans farbror Frans Xavier av Sachsen och modern Maria Antonia av Bayern, i en förmyndarregering.
Fredrik August efterträdde 1763 sin far och övertog 1768 som myndig regeringen i Sachsen. I koalitionskriget mot Frankrike 1792 deltog han endast med rikskontingenten och slöt ett neutralitetsfördrag 1796, vilket upprätthölls till 1806, då han ställde sig på Preussens sida mot Frankrike. Samma år slöt han fred och erhöll då kungatitel mot att ingå i Rhenförbundet. Han blev en av Napoleons trognaste bundsförvanter. 1807 erhöll Fredrik August genom freden i Tilsit 1807 Warszawa. 
Hans svaga, ängsliga natur gjorde hans politik i de stormiga tiderna efter fransmännens fälttåg till Ryssland ytterst vacklande. Efter Preussens avfall från koalitionen med Napoleon, närmade sig Fredrik August Österrike och dess väpnade neutralitetspolitik, men när fälttåget började gynnsamt för Napoleon, slöt han sig åter till denne i maj 1813. Efter slaget vid Leipzig råkade han i fångenskap. Sedan han genom Wienkongressens beslut till Preussen avträtt större delen av sitt kungarike återvände han dit 1815.
Gift 1769 med Amalie av Zweibrücken-Birkenfeld; far till Maria Augusta av Sachsen.